# Vlčovka
Vlčovka je venkovská usedlost nacházející se v Praze-Dejvicích, Na Vlčovce 120/6.

## Historie
Usedlost nechal postavit Jan Wiltsch roku 1855. Wilsch byl původně majitelem přilehlé usedlosti Hercovka, tu ale prodal a ponechal si jen část pozemků. Na nich postavil usedlost, tehdy nazývanou podle jeho jména Vilčovka. Na prodaných pozemcích pak byla postavena usedlost Karlovka.
Usedlost byla roku 1958 zapsána na seznam kulturních památek. Dnes slouží k obytným účelům.